# Yusuf Akçura
Yusuf Akçura, né le 2 décembre 1876 à Simbirsk (Empire russe) et mort le 11 mars 1935 à Istanbul (Turquie), est un député, journaliste, historien et idéologue touraniste turc.

## Biographie

### Jeunesse et études
Yusuf Akçura étudie à l'École libre des sciences politiques, à Paris. Il a notamment comme enseignant Albert Sorel, et suit des cours donnés par Émile Boutmy et est influencé par son positivisme. Il en obtient le diplôme.

### Parcours professionnel
Membre du Comité Union et Progrès et président de la Société historique turque de 1932 jusqu'à sa mort, il a notamment participé à la fondation de la revue Türk Yurdu (« La patrie turque ») en 1908 et de l'association Türk Ocağı (Le foyer turc) en 1914.